# Sanam Holding
 (avril 2012).
Si vous disposez d'ouvrages ou d'articles de référence ou si vous connaissez des sites web de qualité traitant du thème abordé ici, merci de compléter l'article en donnant les références utiles à sa vérifiabilité et en les liant à la section « Notes et références ».
Sanam Holding, est une holding marocaine créée en 1986. 
Elle détient des participations dans plusieurs secteurs dont l'agroalimentaire (Unimer, Uniconserves), la grande distribution (Label Vie), le crédit à la consommation (Taslif), la vente de matériel (Stokvis), l'immobilier (Ennajah développement, Village du Sud, Sanam immobilier, O2S immo), le cinéma (CLA Studio, Targane Holding, Atlas Corporation Studio) et l'assurance (Sanlam Maroc).
Elle est détenue par Said Alj et sa famille. 

## Présentation
Le groupe industriel dirigé par Saïd Alj est parmi les plus grands opérateurs du continent africain. Il est leader mondial de la transformation du petit pélagique — sardines, anchois et maquereaux —, emploie directement plus de 7 000 salariés et compte cinq sociétés cotées à la bourse de Casablanca (Unimer Group, Stokvis Nord Afrique, Label’Vie et Saham Assurance).
Le groupe Sanam holding est classée 55e entreprise sur les 150 plus importantes d'Afrique du Nord, et 209e au niveau africain selon Jeune Afrique.
Le groupe s'est bâti grâce à des acquisitions externes. Son périmètre a fait l'objet de rapides évolutions, en fonction des reventes et fusion au sein de ses filiales.

## Filiales ou participations et secteurs d’activités

### Industrie agro-alimentaire
- Produits de la mer : Unimer[5],[6],[7], Vanelli[8], Delimar, Unimer Proteins, Unimer Dakhla[9]
- Sauces et condiments : VCR [10]
- Boissons : Sodalmu[11]
- Oléiculture : Uniconserves, Top food[12]
- Fruits surgelés : Delifresh
- Légumes marinés : Beldiva
- Produits frais et surgelés : King Génération[13], Logicold
- Agriculture : Tierras de Marruecos
- Minoterie : Moony
- Abattage et Charcuterie : Foodis[14]

### Distribution de matériel spécialisé et services
- Stokvis Nord Afrique[15]

### Grande distribution
- Label'Vie[16]
- Carrefour Market Label'Vie
- Atacadao
- Virgin
- Burger King
- Kiabi

### Immobilier commercial
- Aradei[17]

### Immobilier
- Kasbah Resort
- Targane Immobilier

### Hôtellerie
- Villa Blanca[18]
- Le Dawliz
- Oscar Hotel by Atlas Studios

### Industrie du cinéma
- CLA Studios[19],[20]
- Atlas Studios

### Finance
- Salafin
- Saham Assurance